# Fussball Club Luzern 2012-2013
Questa voce raccoglie le informazioni riguardanti il Fussball Club Luzern nelle competizioni ufficiali della stagione 2012-2013.

## Stagione
Nella stagione 2012-2013 il Lucerna, allenato da Murat Yakın, Ryszard Komornicki, Gerardo Seoane e Carlos Bernegger, concluse il campionato di Super League all'8º posto. In Coppa Svizzera il Lucerna fu eliminato al primo turno dal Delémont. In Europa League il Lucerna fu eliminato ai playoff dal Genk.

## Rosa
| N. |                     | Ruolo | Calciatore           |
| -- | ------------------- | ----- | -------------------- |
| 1  | Svizzera (bandiera) | P     | David Zibung         |
| 5  | Svizzera (bandiera) | C     | Michel Renggli       |
| 6  | Croazia (bandiera)  | D     | Tomislav Puljić      |
| 7  | Svizzera (bandiera) | D     | Claudio Lustenberger |
| 8  | Albania (bandiera)  | C     | Jahmir Hyka          |
| 9  | Bulgaria (bandiera) | A     | Dimităr Rangelov     |
| 10 | Svizzera (bandiera) | C     | Pajtim Kasami        |
| 11 | Svizzera (bandiera) | C     | Daniel Gygax         |
| 13 | Svizzera (bandiera) | D     | Florian Stahel       |
| 14 | Svizzera (bandiera) | D     | Jérôme Thiesson      |
| 15 | Svizzera (bandiera) | C     | Philipp Muntwiler    |
| 17 | Paraguay (bandiera) | A     | Darío Lezcano        |
| 18 | Svizzera (bandiera) | P     | Michael Räber        |
| 19 | Svizzera (bandiera) | C     | Adrian Winter        |
| 20 | Svizzera (bandiera) | C     | Xavier Hochstrasser  |

| N. |                          | Ruolo | Calciatore       |
| -- | ------------------------ | ----- | ---------------- |
| 22 | Camerun (bandiera)       | A     | Otele Mouangue   |
| 23 | Mauritania (bandiera)    | D     | Sally Sarr       |
| 24 | Svizzera (bandiera)      | C     | Alain Wiss       |
| 25 | Svizzera (bandiera)      | A     | Nico Siegrist    |
| 26 | Serbia (bandiera)        | A     | Dejan Sorgić     |
| 27 | Svizzera (bandiera)      | C     | Stephan Andrist  |
| 28 | Portogallo (bandiera)    | C     | Sava Bento       |
| 29 | Svizzera (bandiera)      | D     | Mario Bühler     |
| 29 | Kosovo (bandiera)        | C     | Hekuran Kryeziu  |
| 30 | Svizzera (bandiera)      | P     | Gabriel Wüthrich |
| 32 | Svizzera (bandiera)      | C     | Nedim Sacirović  |
| 33 | Liechtenstein (bandiera) | P     | Peter Jehle      |
| 34 | Nigeria (bandiera)       | D     | Adekunle Lukmon  |
| 35 | Croazia (bandiera)       | D     | Marijan Urtic    |
| 35 | Svizzera (bandiera)      | A     | Haxhi Neziraj    |

## Organigramma societario
Area tecnica
- Allenatore: Carlos Bernegger
- Allenatore in seconda: Dariusz Skrzypczak
- Preparatore dei portieri: Daniel Böbner
- Preparatori atletici:

## Calciomercato

### Sessione estiva
| Acquisti | Acquisti          | Acquisti        | Acquisti |
| R.       | Nome              | da              | Modalità |
| -------- | ----------------- | --------------- | -------- |
| C        | Stephan Andrist   | Basilea         |          |
| D        | Adekunle Lukmon   | Kriens          |          |
| C        | Philipp Muntwiler | San Gallo       |          |
| A        | Janko Pacar       | Kriens          |          |
| A        | Dimităr Rangelov  | Energie Cottbus |          |
| D        | Enzo Ruiz         | Bellinzona      |          |
| A        | Nico Siegrist     | Aarau           |          |
| D        | Marijan Urtic     | Kriens          |          |

| Cessioni | Cessioni        | Cessioni   | Cessioni |
| R.       | Nome            | a          | Modalità |
| -------- | --------------- | ---------- | -------- |
| A        | Nico Siegrist   | Bellinzona |          |
| C        | Burim Kukeli    | Zurigo     |          |
| C        | Nelson Ferreira | Thun       |          |
| C        | Moshe Ohayon    | Anorthōsis |          |
| C        | Gëzim Shalaj    | Lugano     |          |

### Sessione invernale
| Acquisti | Acquisti       | Acquisti | Acquisti |
| R.       | Nome           | da       | Modalità |
| -------- | -------------- | -------- | -------- |
| P        | Peter Jehle    | Vaduz    |          |
| C        | Pajtim Kasami  | Fulham   |          |
| A        | Otele Mouangue | Wil      |          |

| Cessioni | Cessioni          | Cessioni     | Cessioni |
| R.       | Nome              | a            | Modalità |
| -------- | ----------------- | ------------ | -------- |
| A        | Janko Pacar       | Winterthur   |          |
| D        | Enzo Ruiz         | Bellinzona   |          |
| A        | Olarenwaju Kayode | ASEC Mimosas |          |

## Risultati

### Super League

#### Prima fase, girone di andata
| Arbitro: | Amhof |

|            |           |                       |
| Winter 90’ | Marcatori | 24’ (rig.) Gavranović |

| Arbitro: | Bieri |

|                       |           |                  |
| Frei 61’ Streller 81’ | Marcatori | 18’, 66’ Lezcano |

| Arbitro: | Zimmermann |

|  |           |                                    |
|  | Marcatori | 29’ Margairaz 90’ Dié 90’ Lafferty |

| Arbitro: | Carrell |

|                                 |           |           |
| Cássio 25’ Schirinzi 47’ (rig.) | Marcatori | 74’ Gygax |

| Arbitro: | Bieri |

|                     |           |                |
| Rangelov 85’ (rig.) | Marcatori | 54’ Janjatović |

| Arbitro: | Gremaud |

|  |           |                      |
|  | Marcatori | 4’ Zuber 79’ Abrashi |

| Arbitro: | Amhof |

|  |           |                      |
|  | Marcatori | 37’ Stahel 65’ Gygax |

| Arbitro: | Klossner |

|            |           |                           |
| Puljić 86’ | Marcatori | 19’ Farnerud 62’ González |

| Arbitro: | Graf |

|             |           |  |
| Malonga 34’ | Marcatori |  |

#### Prima fase, girone di ritorno
| Arbitro: | Wermelinger |

|                   |           |  |
| Toko 57’ Lang 72’ | Marcatori |  |

| Arbitro: | Zimmermann |

|                       |           |                      |
| Winter 5’ Andrist 82’ | Marcatori | 90’ (rig.) Schirinzi |

| Arbitro: | Hänni |

|                                       |           |                               |
| Margairaz 30’ Lafferty 38’ Bühler 75’ | Marcatori | 20’ (rig.) Andrist 90’ Puljić |

| Arbitro: | Grobelnik |

|                  |           |  |
| Ajeti 60’ (aut.) | Marcatori |  |

| Arbitro: | Klossner |

|                         |           |                   |
| Farnerud 21’ Zárate 45’ | Marcatori | 16’ (aut.) Sutter |

| Arbitro: | Graf |

|             |           |           |
| Andrist 89’ | Marcatori | 47’ Eudis |

| Arbitro: | Erlachner |

|  |           |                      |
|  | Marcatori | 26’ Wiss 57’ Andrist |

| Arbitro: | Gremaud |

|            |           |            |
| Martić 76’ | Marcatori | 19’ Winter |

| Lucerna 1º dicembre 2012, ore 19:45 CET 18ª giornata | Lucerna    | 0 – 0 referto | Losanna | swissporarena (11 574 spett.)\| Arbitro: \| Zimmermann \| |
| Arbitro:                                             | Zimmermann |               |         |                                                           |

#### Seconda fase, girone di andata
| Arbitro: | Hänni |

|                               |           |                              |
| Costanzo 28’, 38’ Nuzzolo 90’ | Marcatori | 50’ (rig.) Mouangue 72’ Wiss |

| Arbitro: | Erlachner |

|         |           |                 |
| Wiss 2’ | Marcatori | 68’ (rig.) Béda |

| Arbitro: | Studer |

|                                                |           |  |
| Scarione 23’ (rig.), 65’, 72’ (rig.) Ishak 27’ | Marcatori |  |

| Lucerna 2 marzo 2013, ore 19:45 CET 22ª giornata | Lucerna | 0 – 0 referto | Thun | swissporarena (9 771 spett.)\| Arbitro: \| Graf \| |
| Arbitro:                                         | Graf    |               |      |                                                    |

| Arbitro: | Klossner |

|               |           |               |
| Muntwiler 26’ | Marcatori | 30’ Karanović |

| Zurigo 17 marzo 2013, ore 16:00 CET 24ª giornata | Grasshoppers | 0 – 0 referto | Lucerna | Stadio Letzigrund (8 100 spett.)\| Arbitro: \| Lechner \| |
| Arbitro:                                         | Lechner      |               |         |                                                           |

| Arbitro: | Studer |

|  |           |                                      |
|  | Marcatori | 34’ Dié 64’ Díaz 71’ Salah 83’ Degen |

| Arbitro: | Graf |

|                          |           |          |
| Lacroix 27’ Lafferty 67’ | Marcatori | 51’ Wiss |

| Arbitro: | Jaccottet |

|            |           |  |
| Stahel 70’ | Marcatori |  |

#### Seconda fase, girone di ritorno
| Arbitro: | Hänni |

|             |           |          |
| Andrist 11’ | Marcatori | 33’ Lang |

| Arbitro: | Bieri |

|  |           |                                       |
|  | Marcatori | 14’ Gygax 44’ Hochstrasser 70’ Winter |

| Arbitro: | Studer |

|               |           |               |
| Schneuwly 87’ | Marcatori | 64’ Muntwiler |

| Arbitro: | Klossner |

|                             |           |  |
| Hochstrasser 45’ Winter 87’ | Marcatori |  |

| Arbitro: | Jaccottet |

|                                       |           |            |
| Hochstrasser 8’ Gygax 52’ Andrist 58’ | Marcatori | 34’ Gerndt |

| Arbitro: | Pache |

|                                                         |           |          |
| Gavranović 45’ Schönbächler 66’ Drmić 90’ Chikhaoui 90’ | Marcatori | 58’ Sarr |

| Arbitro: | Klossner |

|                                           |           |  |
| Zibung 28’ (aut.) Marazzi 76’ Malonga 82’ | Marcatori |  |

| Arbitro: | Graf |

|                |           |  |
| Gygax 17’, 84’ | Marcatori |  |

| Arbitro: | Amhof |

|                               |           |                                                     |
| Tréand 7’ Pont 14’ Pasche 39’ | Marcatori | 22’ (rig.) Renggli 62’ Gygax 66’ Kasami 90’ Neziraj |

### Coppa Svizzera
| 16 settembre 2012, ore 15:00 CEST Primo turno | Delémont             | ? – ? | Lucerna |  |
| \| \| \| \| \| \| Tiri di rigore 7 – 6 \| \|  |                      |       |         |  |
|                                               |                      |       |         |  |
|                                               | Tiri di rigore 7 – 6 |       |         |  |

### Europa League

#### Fase di qualificazione
| Arbitro: | Damato |

|                        |           |            |
| Rangelov 7’ Winter 71’ | Marcatori | 12’ Vossen |

| Arbitro: | Dean |

|                          |           |  |
| Fernández 56’ Masika 88’ | Marcatori |  |

## Statistiche

### Statistiche di squadra
| Competizione   | Punti | In casa | In casa | In casa | In casa | In casa | In casa | In trasferta | In trasferta | In trasferta | In trasferta | In trasferta | In trasferta | Totale | Totale | Totale | Totale | Totale | Totale | DR  |
| Competizione   | Punti | G       | V       | N       | P       | Gf      | Gs      | G            | V            | N            | P            | Gf           | Gs           | G      | V      | N      | P      | Gf     | Gs     | DR  |
| -------------- | ----- | ------- | ------- | ------- | ------- | ------- | ------- | ------------ | ------------ | ------------ | ------------ | ------------ | ------------ | ------ | ------ | ------ | ------ | ------ | ------ | --- |
| Super League   | 42    | 18      | 6       | 8       | 4       | 18      | 19      | 18           | 4            | 4            | 10           | 23           | 33           | 36     | 10     | 12     | 14     | 41     | 52     | -11 |
| Coppa Svizzera | -     | 0       | 0       | 0       | 0       | 0       | 0       | 1            | 0            | 1            | 0            | 0            | 0            | 1      | 0      | 1      | 0      | 0      | 0      | 0   |
| Europa League  | -     | 1       | 1       | 0       | 0       | 2       | 1       | 1            | 0            | 0            | 1            | 0            | 2            | 2      | 1      | 0      | 1      | 2      | 3      | -1  |
| Totale         | 42    | 19      | 7       | 8       | 4       | 20      | 20      | 20           | 4            | 5            | 11           | 23           | 35           | 39     | 11     | 13     | 15     | 43     | 55     | -12 |

### Andamento in campionato
| Giornata  | 1 | 2 | 3 | 4 | 5 | 6 | 7 | 8 | 9 | 10 | 11 | 12 | 13 | 14 | 15 | 16 | 17 | 18 | 19 | 20 | 21 | 22 | 23 | 24 | 25 | 26 | 27 | 28 | 29 | 30 | 31 | 32 | 33 | 34 | 35 | 36 |
| --------- | - | - | - | - | - | - | - | - | - | -- | -- | -- | -- | -- | -- | -- | -- | -- | -- | -- | -- | -- | -- | -- | -- | -- | -- | -- | -- | -- | -- | -- | -- | -- | -- | -- |
| Luogo     | C | T | C | T | C | C | T | C | T | T  | C  | T  | C  | T  | C  | T  | T  | C  | T  | C  | T  | C  | C  | T  | C  | T  | C  | C  | T  | T  | C  | C  | T  | T  | C  | T  |
| Risultato | N | N | P | P | N | P | V | P | P | P  | V  | P  | V  | P  | N  | V  | N  | N  | P  | N  | P  | N  | N  | N  | P  | P  | V  | N  | V  | N  | V  | V  | P  | P  | V  | V  |
| Posizione | 3 | 6 | 8 | 9 | 9 | 9 | 8 | 8 | 9 | 9  | 9  | 9  | 8  | 9  | 9  | 8  | 8  | 7  | 9  | 9  | 9  | 9  | 9  | 9  | 9  | 9  | 9  | 9  | 8  | 8  | 8  | 8  | 8  | 8  | 8  | 8  |

Legenda:

Luogo: C = Casa; T = Trasferta. Risultato: V = Vittoria; N = Pareggio; P = Sconfitta.

### Statistiche dei giocatori
| Giocatore       | Super League | Super League | Super League | Super League | Europa League Qual. | Europa League Qual. | Europa League Qual. | Europa League Qual. | Totale   | Totale | Totale      | Totale     |
| Giocatore       | Presenze     | Reti         | Ammonizioni  | Espulsioni   | Presenze            | Reti                | Ammonizioni         | Espulsioni          | Presenze | Reti   | Ammonizioni | Espulsioni |
| --------------- | ------------ | ------------ | ------------ | ------------ | ------------------- | ------------------- | ------------------- | ------------------- | -------- | ------ | ----------- | ---------- |
| S. Andrist      | 24           | 6            | 6            | 0            | 0                   | 0                   | 0                   | 0                   | 24       | 6      | 6           | 0          |
| S. Bento        | 0            | 0            | 0            | 0            | 0                   | 0                   | 0                   | 0                   | 0        | 0      | 0           | 0          |
| M. Bühler       | 3            | 0            | 1            | 0            | 0                   | 0                   | 0                   | 0                   | 3        | 0      | 1           | 0          |
| D. Gygax        | 29           | 7            | 1            | 0            | 2                   | 0                   | 1                   | 0                   | 31       | 7      | 2           | 0          |
| X. Hochstrasser | 23           | 3            | 5            | 0            | 2                   | 0                   | 1                   | 0                   | 25       | 3      | 6           | 0          |
| J. Hyka         | 29           | 0            | 2            | 0            | 1                   | 0                   | 0                   | 0                   | 30       | 0      | 2           | 0          |
| P. Jehle        | 2            | 0            | 0            | 0            | 0                   | 0                   | 0                   | 0                   | 2        | 0      | 0           | 0          |
| P. Kasami       | 16           | 1            | 3            | 0            | 0                   | 0                   | 0                   | 0                   | 16       | 1      | 3           | 0          |
| O. Kayode       | 0            | 0            | 0            | 0            | 0                   | 0                   | 0                   | 0                   | 0        | 0      | 0           | 0          |
| H. Kryeziu      | 17           | 0            | 4            | 0            | 1                   | 0                   | 0                   | 0                   | 18       | 0      | 4           | 0          |
| D. Lezcano      | 14           | 2            | 1            | 0            | 2                   | 0                   | 1                   | 0                   | 16       | 2      | 2           | 0          |
| A. Lukmon       | 2            | 0            | 0            | 0            | 0                   | 0                   | 0                   | 0                   | 2        | 0      | 0           | 0          |
| C. Lustenberger | 29           | 0            | 6            | 0            | 2                   | 0                   | 0                   | 0                   | 31       | 0      | 6           | 0          |
| O. Mouangue     | 10           | 1            | 2            | 0            | 0                   | 0                   | 0                   | 0                   | 10       | 1      | 2           | 0          |
| P. Muntwiler    | 31           | 2            | 13           | 0            | 2                   | 0                   | 1                   | 0                   | 33       | 2      | 14          | 0          |
| H. Neziraj      | 2            | 1            | 0            | 0            | 0                   | 0                   | 0                   | 0                   | 2        | 1      | 0           | 0          |
| J. Pacar        | 4            | 0            | 0            | 0            | 1                   | 0                   | 0                   | 0                   | 5        | 0      | 0           | 0          |
| T. Puljić       | 34           | 2            | 9            | 0            | 2                   | 0                   | 0                   | 0                   | 36       | 2      | 9           | 0          |
| D. Rangelov     | 28           | 1            | 4            | 0            | 2                   | 1                   | 0                   | 1                   | 30       | 2      | 4           | 1          |
| M. Renggli      | 14           | 1            | 1            | 0            | 0                   | 0                   | 0                   | 0                   | 14       | 1      | 1           | 0          |
| E. Ruiz         | 2            | 0            | 0            | 0            | 0                   | 0                   | 0                   | 0                   | 2        | 0      | 0           | 0          |
| M. Räber        | 1            | 0            | 0            | 0            | 0                   | 0                   | 0                   | 0                   | 1        | 0      | 0           | 0          |
| N. Sacirović    | 0            | 0            | 0            | 0            | 0                   | 0                   | 0                   | 0                   | 0        | 0      | 0           | 0          |
| S. Sarr         | 26           | 1            | 3            | 1            | 2                   | 0                   | 0                   | 0                   | 28       | 1      | 3           | 1          |
| N. Siegrist     | 5            | 0            | 0            | 0            | 0                   | 0                   | 0                   | 0                   | 5        | 0      | 0           | 0          |
| D. Sorgić       | 2            | 0            | 0            | 0            | 0                   | 0                   | 0                   | 0                   | 2        | 0      | 0           | 0          |
| F. Stahel       | 31           | 2            | 8            | 0            | 2                   | 0                   | 1                   | 0                   | 33       | 2      | 9           | 0          |
| J. Thiesson     | 23           | 0            | 1            | 0            | 0                   | 0                   | 0                   | 0                   | 23       | 0      | 1           | 0          |
| M. Urtic        | 0            | 0            | 0            | 0            | 0                   | 0                   | 0                   | 0                   | 0        | 0      | 0           | 0          |
| A. Winter       | 33           | 5            | 3            | 0            | 2                   | 1                   | 0                   | 0                   | 35       | 6      | 3           | 0          |
| A. Wiss         | 29           | 4            | 4            | 0            | 2                   | 0                   | 0                   | 0                   | 31       | 4      | 4           | 0          |
| G. Wüthrich     | 0            | 0            | 0            | 0            | 0                   | 0                   | 0                   | 0                   | 0        | 0      | 0           | 0          |
| D. Zibung       | 34           | 0            | 2            | 1            | 2                   | 0                   | 1                   | 0                   | 36       | 0      | 3           | 1          |